# Gospodarka Somalii

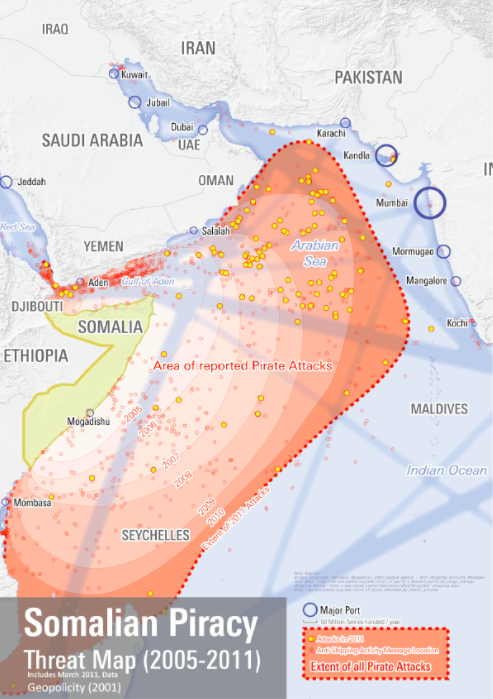
Zasięg działania somalijskich piratów; żółtym kolorem zaznaczone terytorium Somalii

Gospodarka Somalii – gospodarka zdominowana przez szarą strefę, oparta na hodowli bydła, działalności przedsiębiorstw wyspecjalizowanych w przelewach pieniężnych i usługach telekomunikacyjnych, jedna z najsłabiej rozwiniętych gospodarek Afryki.
Wartość PKB na 1 mieszkańca wg parytetu siły nabywczej wynosi 478 dolarów USA (wg danych z 2017 roku) i należy do najniższych na świecie. Kraj ten stopniowo wprowadza, po zmianach politycznych, elementy gospodarki rynkowej. Chaos w kraju był powodem pojawienia się somalijskiego piractwa (porywania statków handlowych i uwalniania ich za okup). Somalia uznawana jest za państwo upadłe. Rząd Somalii nie ma zdolności ściągania podatków, a dług publiczny szacowany jest na 77% PKB (2017). Wobec braku systemu bankowego rozwinął się system przedsiębiorstw wyspecjalizowanych w przelewach pieniężnych.

## Powody słabego rozwoju
Wojna z Etiopią o Ogaden w 1977 roku i długotrwała susza załamały gospodarkę Somalii, doprowadzając państwo pod koniec lat 80. XX w. do klęski głodu. Sytuacji nie udało się opanować pomimo międzynarodowych operacji humanitarnych, zwłaszcza masowych dostaw żywności, leków i innych artykułów, które były przechwytywane podczas transportów przez lokalne bandy i piratów. Kryzys gospodarczy przyczynił się do zaostrzenia konfliktów politycznych – pogłębienia tendencji separatystycznych na północy kraju i walk klanowych. Doprowadziło to do wieloletniej wojny domowej, w tym wojny w latach 2006–2009.

## Przemysł
W Somalii występują liczne surowce mineralne, m.in.: rudy uranu, żelaza, manganu, cyny, złota, srebra, gipsu (wielkie złoża koło miasta Berbera) oraz ropa naftowa. Eksploatację złóż uniemożliwia brak funduszy, dróg, wody, a także walki wewnętrzne. Energia elektryczna (236 mln kW · h, 2003) produkowana głównie w elektrowniach cieplnych. W przemyśle przetwórczym, rozwijanym dzięki pomocy zagranicznej, dominuje przetwórstwo produktów rolnych: fabryki konserw rybnych i mięsnych, olejarnie, gorzelnie, wytwórnie napojów gazowanych, mączki bananowej, cukrownie; ponadto tkalnie, oczyszczalnie bawełny, fabryki obuwia, zakłady obróbki drewna oraz rafineria; przemysł, skupiony w Mogadiszu i innych, większych miastach, dostarcza ok. 7% wartości PKB (2013); anarchia administracyjna sprawia jednak, że znaczna część produkcji jest rabowana i dostępna w obrocie czarnorynkowym.

## Rolnictwo i rybołówstwo

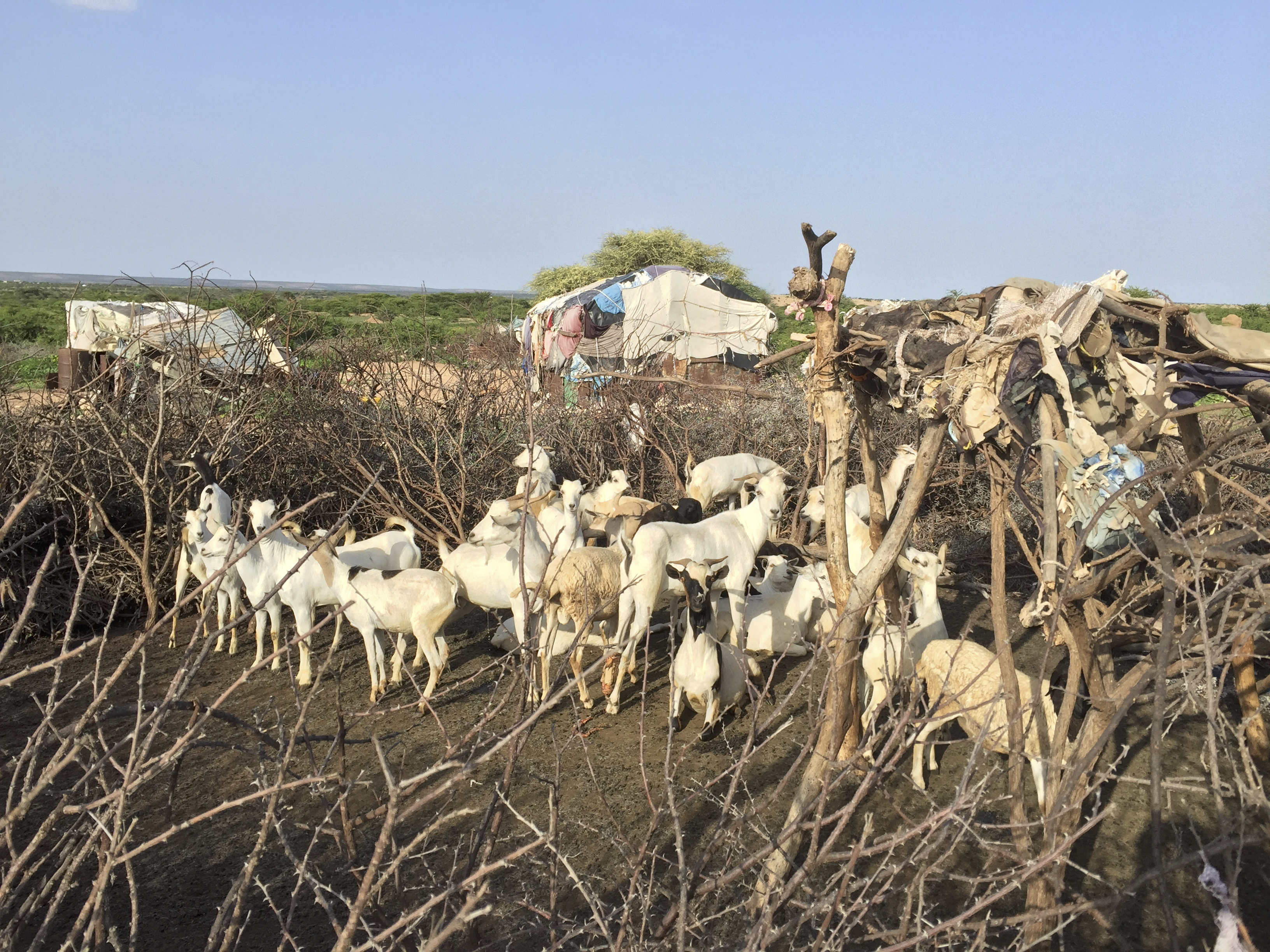
Kozy są jednymi z głównych zwierząt hodowlanych na terenie Somalii

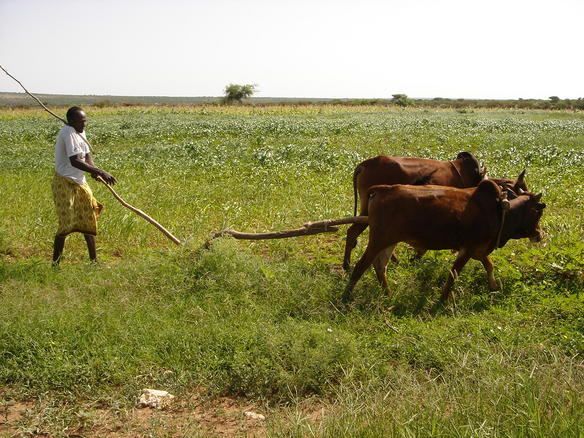
Rolnictwo w Somalii opiera się na użyciu zwierząt

Rolnictwo jest najważniejszym sektorem gospodarki Somalii. Zdominowane jest przez półkoczownicze pasterstwo, zatrudnia 71% ludności (2000) i dostarcza ok. 60% wartości PKB (2013). Pastwiska zajmują 69% powierzchni kraju, najważniejsze występują w północnej części Somalii; hoduje się głównie owce (13,1 mln, 2003), kozy (12,7 mln), wielbłądy (7,0 mln) i bydło (5,4 mln, gł. na południu kraju). Uprawa roli, zwłaszcza na terenach nawadnianych, odbywa się w dolinach rzek Dżuba i Uebi Szebelie. Główne rośliny uprawne to: banany, trzcina cukrowa i bawełna. Do uprawnych roślin żywieniowych zalicza się: kukurydzę, sorgo, sezam, orzeszki ziemne, rośliny strączkowe, wprowadza się uprawę ryżu; niedostatek żywności częściowo łagodzi rozwijające się rybołówstwo (w głównej mierze tuńczyki i sardynki).

## Transport i łączność
W przewozach podstawową rolę odgrywa transport juczny; najważniejsze porty morskie to: Kisimaju, Mogadiszu, Berberze, a najważniejszym lotniskiem jest to w stolicy kraju, Mogadiszu.
Państwowa sieć łączności telekomunikacyjnej została zniszczona w czasie walk; w stolicy i większych miastach odbudowywana przez prywatnych operatorów.

## Handel zagraniczny
W 1995 roku odnotowano dodatni bilans handlowy w wysokości 48 mln USD. Według danych z 2016 roku wartość eksportu szacowana była na 333 mln dolarów, a importu na 2,22 mld dolarów, skutkując ujemnym saldem w wysokości 1,89 mld USD.
Głównymi produktami importowanymi są artykuły spożywcze (23% całego importu), a eksportowymi – żywe owce i kozy (32% eksportu), banany, skóry, ryby, węgiel drzewny i złom.
W 2017 roku głównymi rynkami eksportowymi były Oman, Arabia Saudyjska, Zjednoczone Emiraty Arabskie, Jemen i Pakistan, import pochodził z Chin, Indii, Etiopii i Omanu.

## Wskaźniki gospodarcze
źródło:
| Wskaźnik                                    | 1987-1990   | 2002   | 2009 |
| ------------------------------------------- | ----------- | ------ | ---- |
| Stopa bezrobocia w %                        | brak danych | 47,4%  | b.d  |
| Dochód na 1 osobę w USD                     | b.d.        | 226 $  | 600  |
| Liczba odbiorników radiowych na 1 tys. osób | 4           | 98,5   | b.d. |
| % zatrudnionych dzieci w wieku 5–14 lat     | b.d         | 23,45% | b.d. |